# 内なる平和
内なる平和（うちなるへいわ、英: inner peace）は心が平穏な状態を言い表す言葉である。東洋ではヒンドゥー教、ヨガ、仏教、太極拳などの教えに見られる。
「サンスクリット: शान्तिः（シャンティ）」の概念は中国や日本にも伝わった。「シャンティ」は、英語では「inner peace」と翻訳され、同時に音読した「Shanti」としても認識されている。